# James Fergusson
Pour les articles homonymes, voir Fergusson.
 (janvier 2017).
Si vous disposez d'ouvrages ou d'articles de référence ou si vous connaissez des sites web de qualité traitant du thème abordé ici, merci de compléter l'article en donnant les références utiles à sa vérifiabilité et en les liant à la section « Notes et références ».
James Fergusson (Ayr, Écosse, 22 janvier 1808 - Londres, 9 janvier 1886) est un spécialiste écossais de l'architecture indienne du XIXe siècle.

## Biographie
Fergusson fait ses études à Édimbourg puis part en Inde pour travailler dans la succursale située à Calcutta de la firme familiale Fairlie, Fergusson & Co. Là, il se prend de passion pour l'architecture indienne, alors peu connue en Occident. Fortune faite, en une dizaine d'années, dans le commerce de l'indigo, il parcourt l'Inde entre 1836 et 1841 pour en étudier les grands monuments.
De retour à Londres, où il se retire en 1845, dix-huit de ses croquis faits sur le motif sont lithographiés par Thomas Colman Dibdin et assemblés dans sa première publication, Illustrations of the Rock Cut Temples of India, puis vingt-trois autres, retraités par le même artiste, paraissent en 1848 dans Picturesque Illustration of Ancient Architecture in Hindustan.
En 1855, il fait paraître un manuel d'architecture dont il n'est pas satisfait et qu'il rééditera dix ans plus tard sous une forme plus complète. Cependant, les pages du manuel sur l'architecture indienne qui occupaient un espace très important, disproportionné, sont rassemblées pour former un volume séparé The History of Indian and Eastern Architecture, qui paraît en 1876, et qui, bien que se suffisant à lui-même, est présenté comme un appendice de son The History of Architecture.
Fergusson reçoit la médaille d'or de l'Institut Royal des Architectes Britanniques en 1871. Parmi ses œuvres, autres que celles déjà citées, on trouve : A Proposed New System of Fortification (1849), Palaces of Ninevek and Persepolis restored (1851), Mausoleum at Halicarnassus restored (1862), Tree and Serpent Worship (1868), Rude Stone Monuments in all Countries (1872), and The Temples of the Jews and the other Buildings in the Haram Area at Jerusalem (1878). Parmi les papiers qu'il rédige pour les sessions de l'Institut, on note : The History of tile Pointed Arch, Architecture of Southern India, Architectural Splendour of the City of Beeja pore, sur le Erechtkeum et Temple of Diana at Ephesus.
Bien qu'il n'ait pas pratiqué l'architecture, il s'intéressa aussi aux travaux architecturaux de son époque. Il est conseiller auprès de l'archéologue Austen Layard pour le décor assyrien du Crystal Palace, et occupe à partir de 1856 et pour deux ans la poste de directeur général de la Palace Company.
Il continue ses activités diverses jusqu'à son décès, à Londres, le 9 janvier 1886.